# Carly Telford
Carly Mitchell Telford, född 7 juli 1987 i Jesmond, är en engelsk fotbollsmålvakt som spelar för Chelsea. Hon spelar även för det engelska landslaget.
I december 2013 skrev Telford på för Notts County efter att ha spelat för Chelsea LFC.